# (32788) 1989 SJ3
1989 SJ3 (asteroide 32788) é um asteroide da cintura principal. Possui uma excentricidade de 0.20181540 e uma inclinação de 2.39181º.
Este asteroide foi descoberto no dia 26 de setembro de 1989 por Eric Walter Elst em La Silla.